# Start Katowice
Start Katowice, znany również jako WSSiRN „Start” Katowice (pełna nazwa: Wojewódzkie Stowarzyszenie Sportu i Rehabilitacji Niepełnosprawnych „Start”) – polski klub wielosekcyjny z Katowic. W klubie są następujące sekcje: pływanie, tenis stołowy, szachy, siatkówka, koszykówka, narciarstwo zjazdowe, podnoszenie ciężarów, lekkoatletyka, kręgle, golball. Jest on przede wszystkim skierowany dla osób niepełnosprawnych dysfunkcją narządu ruchu i wzroku.

## Sekcja szachowa
- 1. miejsce w drużynowych mistrzostwach Polski (x1): 1958
- 2. miejsce w drużynowych mistrzostwach Polski (x4): 1957, 1959, 1973, 1975
- 3. miejsce w drużynowych mistrzostwach Polski (x8): 1955, 1956, 1960, 1963, 1965, 1968, 1970, 1976

## Sekcja pływacka
Pływacy i pływaczki z klubu zdobyli medale na Igrzyskach Paraolimpijskich w Atenach w 2004 roku:
- Złoty medal: Katarzyna Pawlik (pływanie – 400 m stylem dowolnym, kat.S10)
- Srebrny medal: Katarzyna Pawlik (pływanie – 100m stylem motylkowym
- Srebrny medal: Katarzyna Pawlik (pływanie – 100 m stylem dowolnym, kat. S10)
- Brązowy medal: Mateusz Michalski (pływanie – 100 m stylem grzbietowym, kat. S6)
- Brązowy medal w sztafecie 4x100 m stylem zmiennym, klasa 34 (jednym z pływaków był Mateusz Michalski ze Startu Katowice)

## Sekcja goalballu
W 2006 roku klub zdobył 2 miejsce w mistrzostwach Polski niewidomych w goalballu.

## Sekcja tenisa stołowego
Klub w sezonie 2007 zajął 11 miejsce w Pucharze Śląskiej Ligi Amatorów. W Mistrzostwach Śląska Osób Niepełnosprawnych 2003 klub zdobył dobre miejsca: w grupie „mężczyźni na wózkach” (1. miejsce – Piotr Borówka, 2. miejsce – Marcin Wróbel), w grupie „mężczyźni – grupa schorzeniowa 9 i 10” (1. miejsce – Dariusz Kuczera, 3. miejsce – Marek Brix), w grupie „mężczyźni – grupa schorzeniowa 6, 7 i 8” (3. miejsce – Zbigniew Kowol). W klasyfikacji drużynowej klub zdobył 2. miejsce.

## Sportowcy
- Krystyna Radzikowska – wielokrotna mistrzyni Polski w szachach
- Jan Hampel – reprezentant Polski w hokeju na lodzie
- Hubert Sitko – reprezentant Polski w hokeju na lodzie
- Gerard Langner – reprezentant Polski w hokeju na lodzie
- Andrzej Fonfara – reprezentant Polski w hokeju na lodzie
- Wiktor Balcarek – reprezentant Polski w szachach